# Tissahamia karuna
Tissahamia karuna is een spinnensoort uit de familie trilspinnen (Pholcidae). De soort komt voor in Sri Lanka. 